# Emilio Crisólogo Varas
Emilio Crisólogo Varas Fernández (Cauquenes, Región del Maule, 1840-Viña del Mar, Región de Valparaíso, 1911) fue un jurisconsulto, político, diplomático, ministro y parlamentario chileno.

## Biografía

### Vida familiar y estudios
Fue hijo del diputado Vicente Varas de la Barra y de Carmen Fernández Polloni y sobrino del político, ministro y senador Antonio Varas de la Barra. Se casó con Elisa Cepeda, con quien tuvo varios hijos.
Estudió en el liceo de Cauquenes y después en el Instituto Nacional, donde ingresó el 29 de mayo de 1855 y enseñó  latín y gramática en 1861. Posteriormente, estudió derecho en la Universidad de Chile y juró como abogado el 21 de mayo de 1864.

### Trayectoria política
Fue militante del Partido Nacional o monttvarista e ingresó en 1859 a la administración pública con el cargo de oficial del Ministerio de Justicia.
Fue diputado suplente por Quillota durante el periodo 1870-1873, y participó en el Congreso Constituyente de 1870, que tuvo como objetivo modificar la Constitución Política de la República de Chile de 1833. Fue diputado propietario por Illapel para el periodo 1882-1885; sin embargo, al ser designado ministro de la Corte de Apelaciones de La Serena el 20 de abril de 1882, no juró y fue remplazado por el diputado suplente Juan Agustín Barriga Espinosa en el Congreso Nacional.
En 1882 fue enviado extraordinario y ministro plenipotenciario en Estados Unidos, y ejerció el cargo de ministro de Justicia, Culto e Instrucción Pública entre el 22 de octubre de 1885 y el 18 de septiembre de 1886, durante el gobierno del presidente Domingo Santa María González. En 1887 fue designado superintendente de la Casa de Moneda, cargo que dejó al ser nombrado enviado extraordinario y ministro plenipotenciario en Brasil. En 1890 fue nombrado fiscal de la Corte de Apelaciones de Santiago; sin embargo, al ser partidario del presidente José Manuel Balmaceda, fue destituido de este cargo debido a la guerra civil chilena de 1891. En sus últimos años, ejerció como abogado en Valparaíso.